# Holmes (Kentucky)
Pour les articles homonymes, voir Holmes.
Holmes est une zone non incorporée (Unincorporated community) du comté d'Adair dans le Kentucky.